# Rétro-pompage
Il est dit d'un oléoduc qu'il peut être utilisé en rétropompage quand cet oléoduc est équipé de stations de compression permettant d'inverser le sens de la compression. En effet, pour pomper le fluide en sens inverse du sens normal d'écoulement il faut que les compresseurs utilisés fonctionnent dans les deux sens, le côté aspiration devient côté refoulement et vice versa.
Le changement de direction du flux d'un pipeline peut avoir des répercussions géopolitiques importantes pour les pays à qui le pétrole était initialement destiné.